# Episodi di Wandin Valley (tredicesima stagione)
La tredicesima stagione della serie televisiva Wandin Valley è stata trasmessa in anteprima in Australia dalla Seven Network tra il 18 gennaio 1993 e il 22 novembre 1993.
| nº | Titolo originale                  | Titolo italiano | Prima TV Australia | Prima TV Italia |
| -- | --------------------------------- | --------------- | ------------------ | --------------- |
| 1  | Something of Value (Part 1)       |                 | 18 gennaio 1993    |                 |
| 2  | Something of Value (Part 2)       |                 | 19 gennaio 1993    |                 |
| 3  | A Fine Balance (Part 1)           |                 | 25 gennaio 1993    |                 |
| 4  | A Fine Balance (Part 2)           |                 | 26 gennaio 1993    |                 |
| 5  | Twice Shy (Part 1)                |                 | 1º febbraio 1993   |                 |
| 6  | Twice Shy (Part 2)                |                 | 2 febbraio 1993    |                 |
| 7  | The Prodigal (Part 1)             |                 | 8 febbraio 1993    |                 |
| 8  | The Prodigal (Part 2)             |                 | 9 febbraio 1993    |                 |
| 9  | Little Lies (Part 1)              |                 | 15 febbraio 1993   |                 |
| 10 | Little Lies (Part 2)              |                 | 16 febbraio 1993   |                 |
| 11 | One Man's Poison (Part 1)         |                 | 22 febbraio 1993   |                 |
| 12 | One Man's Poison (Part 2)         |                 | 23 febbraio 1993   |                 |
| 13 | An Act of Love (Part 1)           |                 | 1º marzo 1993      |                 |
| 14 | An Act of Love (Part 2)           |                 | 2 marzo 1993       |                 |
| 15 | Billy's Choice (Part 1)           |                 | 8 marzo 1993       |                 |
| 16 | Billy's Choice (Part 2)           |                 | 9 marzo 1993       |                 |
| 17 | Come Dancing (Part 1)             |                 | 15 marzo 1993      |                 |
| 18 | Come Dancing (Part 2)             |                 | 16 marzo 1993      |                 |
| 19 | Stolen Moments (Part 1)           |                 | 22 marzo 1993      |                 |
| 20 | Stolen Moments (Part 2)           |                 | 23 marzo 1993      |                 |
| 21 | Intolerance (Part 1)              |                 | 29 marzo 1993      |                 |
| 22 | Intolerance (Part 2)              |                 | 30 marzo 1993      |                 |
| 23 | Guilty Party (Part 1)             |                 | 6 aprile 1993      |                 |
| 24 | Guilty Party (Part 2)             |                 | 7 aprile 1993      |                 |
| 25 | Trivial Pursuits (Part 1)         |                 | 13 aprile 1993     |                 |
| 26 | Trivial Pursuits (Part 2)         |                 | 14 aprile 1993     |                 |
| 27 | Wildcard (Part 1)                 |                 | 20 aprile 1993     |                 |
| 28 | Wildcard (Part 2)                 |                 | 21 aprile 1993     |                 |
| 29 | True Confessions (Part 1)         |                 | 27 aprile 1993     |                 |
| 30 | True Confessions (Part 2)         |                 | 28 aprile 1993     |                 |
| 31 | Floating on Air (Part 1)          |                 | 4 maggio 1993      |                 |
| 32 | Floating on Air (Part 2)          |                 | 5 maggio 1993      |                 |
| 33 | Big Yellow Taxi (Part 1)          |                 | 11 maggio 1993     |                 |
| 34 | Big Yellow Taxi (Part 2)          |                 | 1993               |                 |
| 35 | Can't See Around Corners (Part 1) |                 | 18 maggio 1993     |                 |
| 36 | Can't See Around Corners (Part 2) |                 | 19 maggio 1993     |                 |
| 37 | Tears for Fears (Part 1)          |                 | 1993               |                 |
| 38 | Tears for Fears (Part 2)          |                 | 1993               |                 |
| 39 | Mixed Doubles (Part 1)            |                 | 1º giugno 1993     |                 |
| 40 | Mixed Doubles (Part 2)            |                 | 8 giugno 1993      |                 |
| 41 | Certain Women (Part 1)            |                 | 8 giugno 1993      |                 |
| 42 | Certain Women (Part 2)            |                 | 9 giugno 1993      |                 |
| 43 | Double Indemnity (Part 1)         |                 | 15 giugno 1993     |                 |
| 44 | Double Indemnity (Part 2)         |                 | 16 giugno 1993     |                 |
| 45 | Another Country (Part 1)          |                 | 22 giugno 1993     |                 |
| 46 | Another Country (Part 2)          |                 | 23 giugno 1993     |                 |
| 47 | Local Hero (Part 1)               |                 | 29 giugno 1993     |                 |
| 48 | Local Hero (Part 2)               |                 | 30 giugno 1993     |                 |
| 49 | No Man's Land (Part 1)            |                 | 6 luglio 1993      |                 |
| 50 | No Man's Land (Part 2)            |                 | 7 luglio 1993      |                 |
| 51 | The Player (Part 1)               |                 | 13 luglio 1993     |                 |
| 52 | The Player (Part 2)               |                 | 14 luglio 1993     |                 |
| 53 | Body of Evidence (Part 1)         |                 | 20 luglio 1993     |                 |
| 54 | Body of Evidence (Part 2)         |                 | 21 luglio 1993     |                 |
| 55 | Crimes and Misdemeanours (Part 1) |                 | 27 luglio 1993     |                 |
| 56 | Crimes and Misdemeanours (Part 2) |                 | 28 luglio 1993     |                 |
| 57 | Welcome Stranger (Part 1)         |                 | 3 agosto 1993      |                 |
| 58 | Welcome Stranger (Part 2)         |                 | 4 agosto 1993      |                 |
| 59 | Outside Chance (Part 1)           |                 | 10 agosto 1993     |                 |
| 60 | Outside Chance (Part 2)           |                 | 11 agosto 1993     |                 |
| 61 | Troubled Waters (Part 1)          |                 | 17 agosto 1993     |                 |
| 62 | Troubled Waters (Part 2)          |                 | 18 agosto 1993     |                 |
| 63 | Thursday's Child (Part 1)         |                 | 24 agosto 1993     |                 |
| 64 | Thursday's Child (Part 2)         |                 | 25 agosto 1993     |                 |
| 65 | Thursday's Child (II) (Part 1)    |                 | 31 agosto 1993     |                 |
| 66 | Thursday's Child (II) (Part 2)    |                 | 1º settembre 1993  |                 |
| 67 | Carpe Diem (Part 1)               |                 | 7 settembre 1993   |                 |
| 68 | Carpe Diem (Part 2)               |                 | 8 settembre 1993   |                 |
| 69 | Now or Never (Part 1)             |                 | 14 settembre 1993  |                 |
| 70 | Now or Never (Part 2)             |                 | 15 settembre 1993  |                 |
| 71 | Heroes and Villains (Part 1)      |                 | 21 settembre 1993  |                 |
| 72 | Heroes and Villains (Part 2)      |                 | 22 settembre 1993  |                 |
| 73 | A Fine Romance (Part 1)           |                 | 28 settembre 1993  |                 |
| 74 | A Fine Romance (Part 2)           |                 | 29 settembre 1993  |                 |
| 75 | Lover Come Back (Part 1)          |                 | 6 ottobre 1993     |                 |
| 76 | Lover Come Back (Part 2)          |                 | 7 ottobre 1993     |                 |
| 77 | Inner Circle (Part 1)             |                 | 13 ottobre 1993    |                 |
| 78 | Inner Circle (Part 2)             |                 | 14 ottobre 1993    |                 |
| 79 | Duet (Part 1)                     |                 | 20 ottobre 1993    |                 |
| 80 | Duet (Part 2)                     |                 | 21 ottobre 1993    |                 |
| 81 | Snakes and Ladders (Part 1)       |                 | 27 ottobre 1993    |                 |
| 82 | Snakes and Ladders (Part 2)       |                 | 28 ottobre 1993    |                 |
| 83 | New Kid in Town (Part 1)          |                 | 4 novembre 1993    |                 |
| 84 | New Kid in Town (Part 2)          |                 | 5 novembre 1993    |                 |
| 85 | Powerplay (Part 1)                |                 | 1993               |                 |
| 86 | Powerplay (Part 2)                |                 | 1993               |                 |
| 87 | Cyclone Claire (Part 1)           |                 | 16 novembre 1993   |                 |
| 88 | Cyclone Claire (Part 2)           |                 | 17 novembre 1993   |                 |
| 89 | Burning Bright (Part 1)           |                 | 21 novembre 1993   |                 |
| 90 | Burning Bright (Part 2)           |                 | 22 novembre 1993   |                 |